# Заград (Превалє)
Заград (словен. Zagrad) — поселення в общині Превалє, Регіон Корошка, Словенія. Висота над рівнем моря: 626,5 м.